# Тогиак (река)
Тогиак (англ. Togiak River) — река на юго-западе штата Аляска (США). Берёт начало вытекая из озера Тогиак, течёт главным образом в юго-западном направлении и впадает в залив Тогиак, в 2 милях (3,2 км) к востоку от города Тогиак. Длина реки составляет 77 км.
Имеет место промышленная ловля лосоля. Рыболовство является также важной частью экономики местного населения, основанной на натуральном хозяйстве. Река — довольно живописная, особенно в верховьях, где она протекает в окружении холмов и далёких гор.
Нанесена впервые на карты в 1852 году Тебеньковым.